# Josef Caudr
Josef Caudr (* 12. října 1962) je bývalý český hokejový obránce.

## Hokejová kariéra
V československé lize hrál za TJ Zetor Brno. Nastoupil v 10 ligových utkáních a dal 1 gól. V nižších soutěžích hrál i za VTJ Sušice, TJ Lokomotiva Ingstav Brno a TJ Elitex Třebíč.

## Klubové statistiky
| Sezona    | Klub                       | Soutěž  | Základní část | Základní část | Základní část | Základní část | Základní část | Play off | Play off | Play off | Play off | Play off |
| Sezona    | Klub                       | Soutěž  | Z             | G             | A             | B             | TM            | Z        | G        | A        | B        | TM       |
| --------- | -------------------------- | ------- | ------------- | ------------- | ------------- | ------------- | ------------- | -------- | -------- | -------- | -------- | -------- |
| 1983/1984 | VTJ Sušice                 | 3. liga | 25            | 1             | 0             | 1             | 20            | -        | -        | -        | -        | -        |
| 1984/1985 | TJ Zetor Brno              | 1. liga | 10            | 1             | 0             | 1             | 2             | -        | -        | -        | -        | -        |
| 1984/1985 | TJ Lokomotiva Ingstav Brno | 2. liga | 5             | 0             | 1             | 1             | 2             | -        | -        | -        | -        | -        |
| 1984/1985 | TJ Elitex Třebíč           | 3. liga | -             | 2             | -             | -             | -             | -        | -        | -        | -        | -        |
| 1985/1986 | TJ Elitex Třebíč           | 3. liga | -             | 2             | -             | -             | -             | -        | -        | -        | -        | -        |